# Sede titolare di Selja
Selja (in latino Seliensis) è una sede titolare della Chiesa cattolica.

## Storia
Il titolo fa riferimento alla città di Selja, che divenne sede vescovile nella metà dell'XI secolo; nel 1075 la residenza vescovile fu trasferita a Bergen.
Dal 1930 Selja è annoverata fra le sedi vescovili titolari della Chiesa cattolica; dal 28 maggio 1993 il vescovo titolare è Pero Sudar, già vescovo ausiliare di Sarajevo.

## Cronotassi dei vescovi titolari
- Olaf Offerdahl † (3 aprile 1930 - 7 ottobre 1930 deceduto)
- Jacques Mangers, S.M. † (12 luglio 1932 - 29 giugno 1953 nominato vescovo di Oslo)
- Claude Marie Joseph Dupuy † (7 marzo 1955 - 4 dicembre 1961 nominato arcivescovo di Albi)
- Eduard Macheiner † (1º marzo 1963 - 18 ottobre 1969 nominato arcivescovo di Salisburgo)
- Salvador Lazo Lazo † (1º dicembre 1969 - 20 gennaio 1981 nominato vescovo di San Fernando de La Union)
- Ângelo Domingos Salvador, O.F.M.Cap. † (16 marzo 1981 - 16 maggio 1986 nominato prelato di Coxim)
- Eurico dos Santos Veloso † (12 marzo 1987 - 22 maggio 1991 nominato vescovo coadiutore di Luz)
- Pero Sudar, dal 28 maggio 1993